# Hemyda huttoni
Hemyda huttoni är en tvåvingeart som först beskrevs av Malloch 1931.  Hemyda huttoni ingår i släktet Hemyda och familjen parasitflugor. Inga underarter finns listade i Catalogue of Life.